# 聯合國安全理事會第55號決議
聯合國安理會第55號決議是1948年7月29日在聯合國安全理事會第342次會議通過的。考慮到斡旋委員會指出印度尼西亞的政治及貿易協商陷入僵局的報告，這項決議呼籲荷蘭政府及印度尼西亞政府嚴格遵守倫維爾協議軍事及經濟條款，並盡早且盡量實施協議內的全部十二條軍事原則。
該決議在烏克蘭蘇維埃社會主義共和國及蘇聯的棄權下，以9票對0票通過。

## 外部連結
- 55號決議全文 （页面存档备份，存于）